# Gratien (usurpateur)
Pour les articles homonymes, voir Gratien (homonymie).
Gratien est un officier puis usurpateur romain, élevé à la pourpre par les quelques troupes de Bretagne après la mort de Marcus en 407.

## Biographie

### Histoire
Peu après le meurtre de Marcus, les Bretons portent en janvier 407 un autre officier au trône, Gratien, un Breton sans doute issu d'une famille de la noblesse locale. Il ne règne que quatre mois avant d'être à son tour éliminé par ses troupes, probablement en mai suivant. Son successeur est Constantin III.

### Légende
Geoffroy de Monmouth dans son Historia regum Britanniae évoque le personnage. Il raconte que Maximianus envoie le « municeps » Gratien avec deux légions pour venir en aide aux Bretons. À l'annonce du meurtre de Magnus, Gratien s'empare de la « couronne de Bretagne ». Mais il « exerce le pouvoir avec une telle tyrannie que le peuple l'attaque et le tue ». Les Scots, les Pictes et les Saxons mettent à profit sa disparition pour assaillir l'île de Bretagne.

## Sources

### Sources primaires
- Bède Histoire Ecclésiastique I 11.
- Paul Orose Histoires contre les païens (418), éd. et trad. M.-P. Arnaud-Lindet, Les Belles Lettres, Paris, 1991-1992, 3 t. VII 4.
- Sozomène Hist Eccles IX 11.
- Zosime, Histoire Nouvelle, édition et traduction François Paschoud, 3 tomes en 5 volumes, Paris, les Belles Lettres, 1971-1989. Livre VI. 2

### Sources secondaires
- (en) Peter Bartrum, A Welsh classical dictionary: people in history and legend up to about A.D. 1000, Aberystwyth, National Library of Wales, 1993, p. 334  GRATIANUS, usurping emperor, d.407.
- François Zosso et Christian Zingg, Les Empereurs romains 27 av. J.-C - 476 ap. J.-C. éditions Errance, Paris 1995  (ISBN 2877720837) « Honorius » p. 178-181.